# Таверн (кантон)
Таверн (фр. Tavernes) — упразднённый кантон на юго-востоке Франции, в регионе Прованс — Альпы — Лазурный Берег (департамент — Вар, округ — Бриньоль).

## Состав кантона
До марта 2015 года включал в себя 7 коммун, площадь кантона — 205,93 км², население — 5 633 человека (2010), плотность населения — 27,35 чел/км².
| Коммуна              | Французское название | Площадь, км² | Население, чел. (2012) | Плотность, чел/км² |
| -------------------- | -------------------- | ------------ | ---------------------- | ------------------ |
| Артиньоск-сюр-Вердон | Artignosc-sur-Verdon | 18,53        | 310                    | 17                 |
| Монмейан             | Montmeyan            | 39,43        | 592                    | 15                 |
| Муасак-Бельвю        | Moissac-Bellevue     | 20,59        | 302                    | 15                 |
| Регюс                | Régusse              | 35,3         | 2 280                  | 65                 |
| Сийан-ла-Каскад      | Sillans-la-Cascade   | 20,17        | 708                    | 35                 |
| Таверн               | Tavernes             | 31,15        | 1 298                  | 42                 |
| Фокс-Амфу            | Fox-Amphoux          | 40,76        | 483                    | 12                 |

29 марта 2015 года кантон официально упразднён согласно директиве от 27 февраля 2014, а коммуны вошли в состав вновь созданного кантона Флейоск.